# Новопавлівська сільська рада (Врадіївський район)
Новопа́влівська сільська́ ра́да — колишній орган місцевого самоврядування у Врадіївському районі Миколаївської області. Адміністративний центр — село Новопавлівка.

## Загальні відомості
- Населення ради: 1 351 особа (станом на 2001 рік)

## Населені пункти
Сільській раді підпорядковані населені пункти:
- с. Новопавлівка
- с. Біляєве
- с. Ковалівка
- с. Острогірське

## Склад ради
Рада складається з 16 депутатів та голови.
- Голова ради: Дреєва Неоніла Володимирівна
- Секретар ради: Колибанська Любов Петрівна

### Керівний склад попередніх скликань
| ПІБ                          | Основні відомості                                                                      | Дата обрання | Дата звільнення |
| ---------------------------- | -------------------------------------------------------------------------------------- | ------------ | --------------- |
| Співак Борис Всеволодович    | Сільський голова, 1956 року народження, безпартійний                                   | 26.03.2006   | 31.10.2010      |
| Дреєва Неоніла Володимирівна | Сільський голова, 1954 року народження, освіта вища, член Комуністичної партії України | 31.10.2010   |                 |

Примітка: таблиця складена за даними сайту Верховної Ради України

## Населення
Згідно з переписом УРСР 1989 року чисельність наявного населення села становила 1463 особи, з яких 657 чоловіків та 806 жінок.
За переписом населення України 2001 року в селі мешкало 1339 осіб.

### Мова
Розподіл населення за рідною мовою за даними перепису 2001 року:
| Мова       | Відсоток |
| ---------- | -------- |
| українська | 97,41 %  |
| російська  | 1,48 %   |
| молдовська | 0,67 %   |
| вірменська | 0,37 %   |